# ووییشان
وایشان (به لاتین: Wuyishan, Fujian) یک county-level city در جمهوری خلق چین است که در نانپینگ واقع شده‌است.